# Cartoon Cartoons
A Cartoon Cartoons egy gyűjtőnév azokra az eredeti Cartoon Network-sorozatokra, amelyeket főleg a Hanna-Barbera és a Cartoon Network Studios közösen készített, kisebb stúdiók közreműködésével, mint az A.K.A. Cartoon, a Kinofilm Animation, a Curious Pictures és a Stretch Films. 15 Cartoon Cartoon-sorozat készült, amelyek új részeit a Cartoon Cartoon Fridays műsorblokkban sugároztak péntek esténként. E sorozatok alapjául a Micsoda rajzfilm! szolgált, amely készítésében fontos szerepet játszott Fred Seibert, a Frederator Studios későbbi alapítója.
A Cartoon Network 2003 után már nem ezt az elnevezést használta az eredeti sorozataira.
2012-ben a Cartoon Planet műsorblokk visszatért az amerikai Cartoon Networkre, amely nagy részét a Cartoon Cartoon-sorozatok teszik ki.

## Produkciók
| #  | Cím                                  | Eredeti sugárzás kezdete | Eredeti sugárzás vége | Részek száma |
| -- | ------------------------------------ | ------------------------ | --------------------- | ------------ |
| 0  | Micsoda rajzfilm!                    | 1995. február 20.        | 1997. november 28.    | 48           |
| 1  | Dexter laboratóriuma                 | 1996. április 28.        | 2003. november 20.    | 78           |
| 2  | Johnny Bravo                         | 1997. július 7.          | 2004. augusztus 24.   | 67           |
| 3  | Boci és Pipi                         | 1997. július 15.         | 1997. július 24.      | 52           |
| 4  | Én vagyok Menyus                     | 1997. július 15.         | 2000. március 2.      | 79           |
| 5  | Pindur pandúrok                      | 1998. november 18.       | 2009. január 19.      | 80           |
| 6  | Ed, Edd és Eddy                      | 1999. január 4.          | 2009. november 8.     | 70           |
| 7  | Piri, Biri és Bori                   | 1999. november 12.       | 2000. augusztus 18.   | 26           |
| 8  | Bátor, a gyáva kutya                 | 1999. november 12.       | 2002. november 22.    | 52           |
| 9  | Bárány a nagyvárosban                | 2000. november 17.       | 2002. április 7.      | 27           |
| 10 | Időcsapat                            | 2001. június 8.          | 2003. november 26.    | 26           |
| 11 | Zord és Gonosz                       | 2001. augusztus 24.      | 2002. október 18.     | 13           |
| 12 | Whatever Happened to… Robot Jones?   | 2002. június 25.         | 2003. november 14.    | 14           |
| 13 | Jelszó: Kölök nem dedós              | 2002. december 6.        | 2008. január 25.      | 81           |
| 14 | Billy és Mandy kalandjai a kaszással | 2001. augusztus 24.      | 2008. október 12.     | 85           |
| 15 | Gonosz Con Carne                     | 2003. július 11.         | 2004. augusztus 22.   | 15           |